# Mitsubishi Ki-21
Il Mitsubishi Ki-21 (三菱 キ21?, Mitsubishi ki nijūichi), indicato anche Bombardiere pesante Tipo 97 (九七式重爆撃機?, Kyūnana-shiki jūbakugeki-ki) in base alle convenzioni allora vigenti, al quale venne assegnato dagli alleati il nome in codice Sally e per un breve periodo, pensando si trattasse di un nuovo e diverso modello, Gwen (variante Ki-21-IIb), fu un bombardiere medio bimotore ad ala media sviluppato dall'azienda aeronautica giapponese Mitsubishi Jūkōgyō nei tardi anni trenta e prodotto, oltre che dalla stessa, anche dalla Nakajima Hikōki.
Introdotto a partire dal 1938, venne dato in dotazione ai reparti di bombardamento della Dai-Nippon Teikoku Rikugun Kōkū Hombu, la componente aerea dell'esercito imperiale giapponese, che lo utilizzò durante tutte le fasi della seconda guerra mondiale.

## Storia del progetto
Il progetto del Mitsubishi Ki-21 nacque in risposta a una specifica ministeriale risalente al febbraio del 1936 che richiedeva un bombardiere in grado di trasportare un carico di oltre 750 kg di esplosivo, raggiungere una velocità massima di 400 km/h ed avere un'autonomia di 5 ore di volo alla velocità di crociera di 300 km/h.
Il prototipo della Mitsubishi si trovò a competere con la proposta sviluppata dalla Nakajima, il Ki-19, che poteva vantare propulsori più affidabili e mostrò inizialmente migliori caratteristiche di volo, ma prestazioni complessivamente inferiori.
Dopo un supplemento di prove valutative, per le quali vennero approntati nuovi prototipi su cui vennero installati nuovi motori e che furono riprogettati in alcuni dettagli strutturali, i Ki-21 si aggiudicarono il concorso e, nel novembre del 1937 vennero messi in produzione.
Le prime esperienze operative, soprattutto le risultanze dell'impiego nella guerra contro la Cina, furono utili ad indicare le modifiche necessarie a migliorare le prestazioni del velivolo.
Vennero studiate versioni (Ib e Ic) migliorate nell'armamento difensivo e nella difesa passiva, soprattutto nei serbatoi di carburante che vennero anche aumentati nelle dimensioni.
La seconda versione principale (IIa) vide l'impiego di nuovi motori, più potenti, mentre si cercò ancora una volta di ovviare al problema dello scarso armamento difensivo e alla vulnerabilità dei serbatoi di carburante.
Nell'ultima versione di serie (IIb) venne eliminata la caratteristica vetratura "a serra" del dorso della fusoliera, dove venne installata una torretta dotata di una mitragliatrice Ho-103 Type 1 da 12,7 mm nel tentativo di migliorare le potenzialità difensive dell'aereo.
Del Ki-21 venne realizzata una versione da trasporto, mediante la conversione di esemplari della prima serie; inoltre, partendo dal suo progetto e dall'interesse mostrato dalle compagnie aeree per una versione da trasporto, venne realizzato un modello completamente nuovo: il Mitsubishi Ki-57 (Trasporto dell'Esercito Tipo 100).

## Tecnica

### Struttura
Monoplano ad ala media, di linea semplice e filante. Aveva le ruote del carrello anteriore che si ritraevano all'interno delle gondole dei motori e ruotino di coda.
Il muso era vetrato ed un'ampia vetratura ricopriva anche una parte della sezione dorsale della fusoliera; entrambe le vetrature erano sostenute da vistose intelaiature che rimasero caratteristiche di tutte le versioni prodotte; solo nella versione IIb, la vetratura dorsale venne eliminata e l'aereo venne dotato di una torretta "a bolla", dotata di una mitragliatrice.

### Motore
Tutte le versioni della serie "I" erano dotate di motori radiali Nakajima Ha-5 a 14 cilindri (da 850 hp). Questi motori vennero sostituiti, negli esemplari della versione "II", dai Mitsubishi Ha-101 (sempre radiali a 14 cilindri) che sviluppavano potenze nell'ordine dei 1 500 hp ciascuno.

### Armamento
Il carico offensivo era costituito da un quantitativo massimo di 1 000 kg di bombe, variabile in base al tipo di missione operativa.
L'armamento difensivo era costituito da un totale di 5 mitragliatrici Type 89 da 7,7 mm disposte all'estrema prua, nel terminale di coda, in postazione ventrale e su ciascun lato della fusoliera; nella torretta dorsale, con movimento comandato a pedali, era disposta una mitragliatrice Ho-103 Type 1 da 12,7 mm.

## Impiego operativo
Il Ki-21-Ia venne impiegato in combattimento durante la guerra contro la Cina nell'autunno del 1938, riscuotendo inizialmente un grande successo; l'impiego tuttavia riguardò un numero ridotto di esemplari a causa di ritardi nei processi produttivi che consentirono di equipaggiare un numero sufficiente di reparti (il 60° ed il 61° Sentai) soltanto alla fine del 1939.
Malgrado il Ki-21 abbia rappresentato la "spina dorsale" dei reparti da bombardamento dell'aviazione dell'esercito ed abbia preso parte a tutte le principali operazioni della guerra nel Pacifico, fu chiaro fin dai primi combattimenti che i limiti principali dell'aereo erano lo scarso armamento difensivo e la mancanza di serbatoi auto sigillanti.
Con il passare del tempo, tuttavia, anche le prestazioni velocistiche del Ki-21 vennero surclassate dagli avversari sempre più moderni e già nel corso del 1940 i reparti di prima linea vennero equipaggiati con gli esemplari più potenti della versione "II".

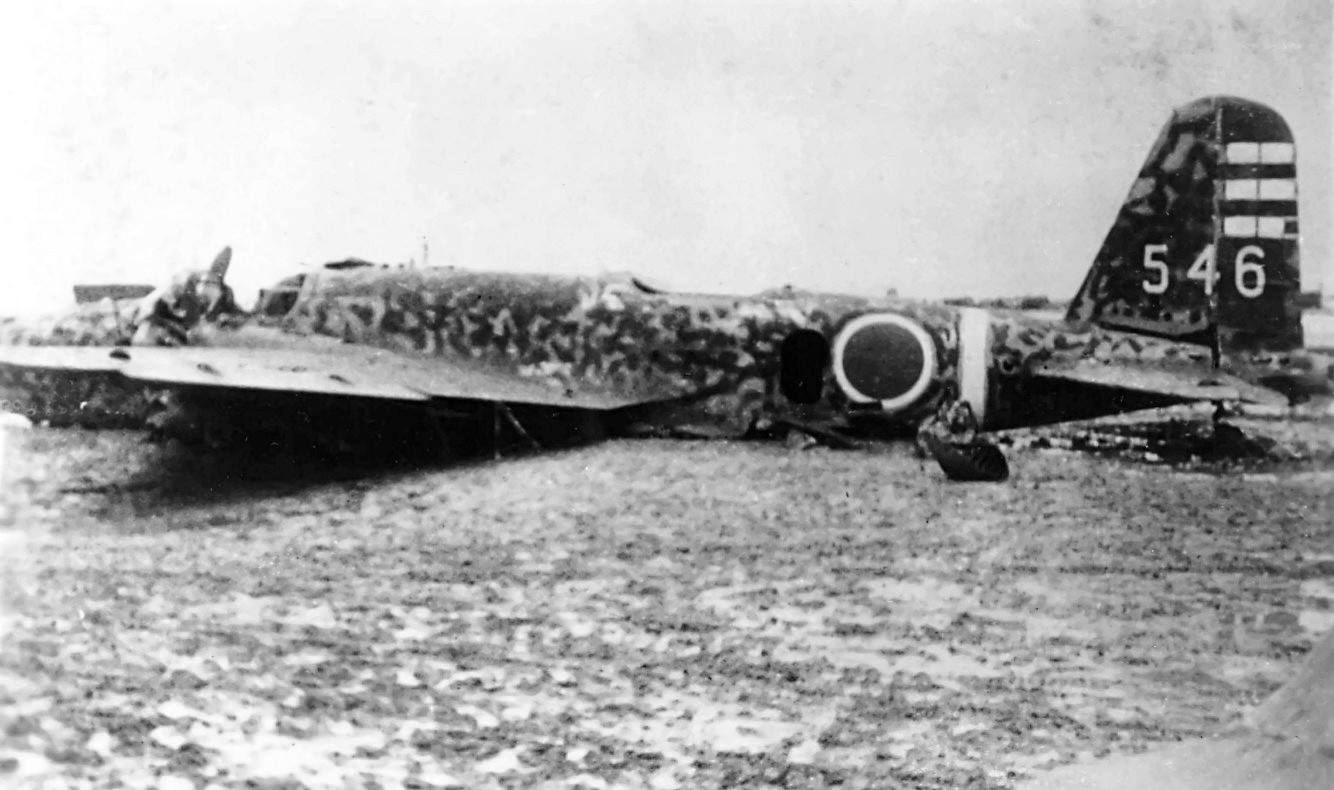
Un Ki-21 abbattuto sull'isola di Okinawa.

Un quantitativo di 9 esemplari venne anche venduto alla Thailandia impegnata contro le forze del Regime di Vichy ma questi non ebbero modo di prendere parte ad operazioni (conclusesi con un armistizio il 28 gennaio 1941), in quanto gli equipaggi erano in fase di addestramento.
Con l'attacco di Pearl Harbor e l'entrata in guerra degli Stati Uniti ed in seguito ai miglioramenti, quantitativi e qualitativi, delle forze aeree cinesi, le perdite diventarono sempre più numerose e tutti gli aerei della serie "I" vennero ritirati dalle prime linee e destinati a compiti secondari.
I Ki-21-II vennero impegnati nelle operazioni contro gli americani nelle Filippine o contro gli inglesi nella penisola malese, ma il confronto con i P-40 o gli Hurricane produceva perdite sempre più pesanti. Nonostante ciò i "Sally" rimasero in servizio fino alla fine della guerra, venendo impiegati come trasporti ed addestratori (sia di equipaggi che di paracadutisti).
Tra i diversi impieghi non vanno trascurate le missioni speciali o quelle suicide.
Sul finire del conflitto gli esemplari rimasti vennero usati dal reparto di forze speciali "Giretsu Kuteitai", comandato dal generale Kyoji Tominaga, per operazioni contro le truppe americane ad Okinawa e nelle Isole Ryukyu. Una delle operazioni più note di questo reparto fu l'attacco alla base aerea di Yontan, avvenuto la notte del 24 maggio 1945.
Nella missione vennero impiegati nove Ki-21, con a bordo 14 commando ciascuno: mentre 4 aerei vennero abbattuti in volo, i 5 rimanenti riuscirono ad atterrare (non senza danni); i commando riuscirono a distruggere 9 aerei, danneggiarne altri 26 e a far saltare depositi per oltre 260 000 litri di carburante.

## Versioni

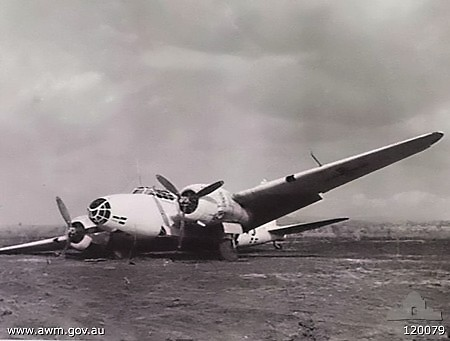
Un Ki-21 fuori uso sulla pista di Timor (si noti la livrea che caratterizzava i velivoli arresisi agli alleati).

- Ki-21: designazione di base (codice identificativo alleato: "Sally"; vennero prodotti 8 prototipi per le valutazioni di diverse combinazioni di propulsori ed armamenti.
  - Ia: versione di serie iniziale, montava 2 radiali Nakajima Ha-5 ed il suo armamento difensivo consisteva di 3 mitragliatrici da 7,7 mm.
  - Ib: aveva i portelloni del vano bombe ridisegnati, armamento difensivo maggiorato mediante l'installazione di 1 mitragliatrice da 7,7 mm, serbatoi del carburante di maggiori dimensioni e con miglior protezione passiva, flap e coda ridisegnati;
  - Ic: ancora una volta vennero rivisti i portelloni del vano bombe ed i serbatoi del carburante e venne aggiunta un'ulteriore mitragliatrice, sempre da 7,7 mm;
- Ki-21-II: seconda variante di produzione, di cui vennero prodotti 4 prototipi per le prove di valutazione;
  - IIa: motorizzato con radiali Mitsubishi Ha-101 alloggiati in gondole riprogettate, con conseguenti modifiche agli impianti del carrello;
  - IIb: impiegava una torretta dorsale azionata a pedale, dotata di una mitragliatrice da 12,7 mm.

## Curiosità
- Il Ki-21 ebbe più di un nome di identificazione nel codice alleato. Inizialmente venne chiamato "Jane", che tuttavia venne prontamente cambiato in "Sally" quando il Generale Douglas MacArthur obiettò che era lo stesso nome di sua moglie.
- Quando venne avvistato per la prima volta un esemplare di Ki-21-IIb, l'assenza della caratteristica vetratura dorsale (a mo' di serra) trasse in errore gli osservatori che lo registrarono come un modello completamente nuovo, designandolo "Gwen". Successivamente, riconosciuto l'errore, "Gwen" tornò ad essere "Sally": più precisamente divenne "Sally 3", dato che "Sally 1" era riferito alle versioni K-21-I e che con "Sally 2" venne identificata la K-21-IIa, dotata dei motori Ha-101.

## Utilizzatori

### Militari
Giappone
- Dai-Nippon Teikoku Rikugun Kōkū Hombu

 Thailandia
- Kongthap Akat Thai

operò con 9 esemplari di Ki-21-I Nagoya
 Manciukuò
- Dai-Manshū Teikoku Kūgun

### Civili
Giappone
- Dai-Nippon Kōkū

## Modellismo
- http://www.j-aircraft.com/main/newkits/ki-21kt.htm

## Velivoli comparabili
Germania
- Junkers Ju 88

 Regno Unito
- Bristol Blenheim

 Stati Uniti
- North American B-25 Mitchell
- Martin B-26 Marauder

### Pubblicazioni
- (EN) Edward M. Young, France's Forgotten Air War, in Air Enthusiast, Issue 25, agosto - November 1984, ISSN 0143-5450 (WC · ACNP).
- Tullio Marcon, Le denominazioni dei velivoli giapponesi, in Storia Militare, VIII, n. 81, Parma, Albertelli Edizioni Speciali srl, giugno 2000.
- (PL) Leszek A. Wieliczko, Nakajima Ki-19 i Mitsubishi Ki-21 - ciężkie dwusilnikowe bombowce nowej generacji, in Lotnictwo, nr 6, 2012,  pp. 88-98, ISSN 1732-5323 (WC · ACNP).